# Diogo Verdasca
Diogo de Sousa Verdasca (ur. 26 października 1996 w Guimarães) – portugalski piłkarz występujący na pozycji obrońcy.

## Kariera klubowa
Jako junior występował w FC Avintes, CF Oliveira do Douro, Boavista FC i FC Porto, występując w ostatnim z tych zespołów m.in. w Lidze Młodzieżowej UEFA (14 meczów). W sezonie 2014/2015 został promowany z juniorów FC Porto do drużyny rezerw. W LigaPro zadebiutował 9 sierpnia w przegranym 1:2 spotkaniu z Portimonense SC. Przez dwa lata gry w Porto B rozegrał 51 meczów w LigaPro, zdobywając dwa gole, nie wystąpił jednak w tym okresie w żadnym meczu pierwszego zespołu.
W 2017 roku podpisał kontrakt z Realem Saragossa. W hiszpańskim klubie występował przez dwa lata, po czym za 300 tysięcy euro został pozyskany przez Beitar Jerozolima. W Ligat ha’Al zadebiutował 1 września 2019 roku w przegranym 1:2 spotkaniu z Hapoelem Ra’ananna. W sezonie 2019/2020 zdobył z Beitarem Toto Cup. W 2021 roku na zasadzie wolnego transferu został pozyskany przez Śląsk Wrocław. W ekstraklasie zadebiutował 25 lipca w zremisowanym 2:2 spotkaniu z Wartą Poznań. W lipcu 2023 przeszedł do CD Mirandés.

## Statystyki ligowe
| Sezon     | Klub              | Liga             | Mecze | Gole |
| --------- | ----------------- | ---------------- | ----- | ---- |
| 2014/2015 | FC Porto B        | Segunda Liga     | 0     | 0    |
| 2015/2016 | FC Porto B        | LigaPro          | 29    | 2    |
| 2016/2017 | FC Porto B        | LigaPro          | 22    | 0    |
| 2017/2018 | Real Saragossa    | Segunda División | 22    | 0    |
| 2018/2019 | Real Saragossa    | Segunda División | 30    | 3    |
| 2019/2020 | Beitar Jerozolima | Ligat ha’Al      | 32    | 0    |
| 2020/2021 | Beitar Jerozolima | Ligat ha’Al      | 1     | 0    |
| 2021/2022 | Śląsk Wrocław     | Ekstraklasa      | 22    | 1    |
| 2022/2023 | Śląsk Wrocław     | Ekstraklasa      | 21    | 0    |
| 2023/2024 | CD Mirandés       | Segunda División | 2     | 0    |